# Kate Molale

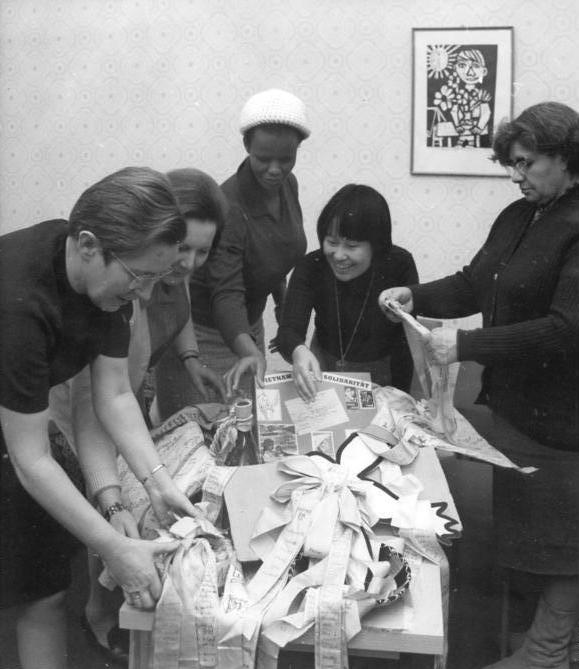
1971 hành động đoàn kết cho Việt Nam, được tổ chức bởi chi nhánh Frankfurt / Oder của Liên đoàn Phụ nữ Dân chủ Đức (DFD). Kate Molale (thứ 3 từ trái sang) và các quan chức khác tại trụ sở của WIDF ở Berlin, trải qua các kiến nghị được DFD thu thập tại Frankfurt / Oder.

Kate Molale (2 tháng 1 năm 1928 - 9 tháng 5 năm 1980) là một nhà hoạt động chính trị Nam Phi.
Cô gia nhập Đại hội Quốc gia Châu Phi chi nhánh Sophiatown vào đầu những năm 1950. Năm 1954, bà được bầu làm thư ký của chi nhánh ANC của Sophiatown. Cô ấy là một nhà hoạt động trong cuộc kháng chiến nổi tiếng chống lại sự trục xuất bắt buộc của cư dân Sophiatown. Cô đã huy động mọi người chống lại Đạo luật Giáo dục Bantu năm 1953, tổ chức những người tiên phong (Masupatsela) để củng cố các vụ tẩy chay trường học để phản đối Đạo luật Giáo dục Bantu. Dưới sự lãnh đạo của cô, nhiều trẻ em đã được huy động để tẩy chay trường học ở Sophiatown, Orlando, Brakpan, Randfontein và Alexandra.
Molale trở thành thành viên của Ban điều hành quốc gia của Hiệp hội phụ nữ ANC. Cô cũng là thư ký Đoàn Thanh niên ANC Transvaal.
Tiến hành các cuộc điều tra giữa người dân Nam Phi, Molale đóng một vai trò quan trọng trong quá trình soạn thảo Hiến chương Tự do.
Năm 1955, Molale là một phần của phái đoàn đã đến Ủy viên Hội đồng Bản xứ ở Johannesburg để phản đối việc mở rộng luật thông qua để bao gồm cả phụ nữ châu Phi. Khi phái đoàn rời văn phòng Ủy viên Bản xứ, họ đã bị giam giữ và buộc tội. Molale là một trong những nhà hoạt động chính trong việc huy động phụ nữ trong chiến dịch chống vượt qua ngày 9 tháng 8 năm 1956, với việc đi đến nhiều nơi trên đất nước trong các chuyến du lịch.
Molale là một trong những nhà hoạt động ANC được nhắm mục tiêu tại thời điểm ra mắt 90 ngày giam giữ mà không cần xét xử. Sau khi được thả ra khỏi nhà tù, cô đã chui xuống đất và trở thành chỉ huy của Umkhonto we Sizwe.
Từ năm 1970 đến 1975, Molale đại diện cho Bộ phận Phụ nữ / Liên đoàn Phụ nữ ANC trong Liên đoàn Dân chủ Quốc tế Phụ nữ. Sau khi rời văn phòng WIDF, Molale đặt trụ sở tại Morogoro, Tanzania. Tại Tanzania, cô dành hết tâm sức chăm sóc con cái của các nhà hoạt động Nam Phi lưu vong. Molale bị tai nạn giao thông ở Tanzania vào ngày 3 tháng 5 năm 1980. Trong khi người đồng hành Peter Sithole chết ngay lập tức, Molale bị hôn mê. Cô được tuyên bố là đã chết vào ngày 9 tháng 5 năm 1980.